# Oberndorf (Hilchenbach)
Oberndorf ist ein Stadtteil von Hilchenbach im Kreis Siegen-Wittgenstein, Nordrhein-Westfalen.

## Lage
Oberndorf liegt im Ferndorftal nordöstlich von Hilchenbach. In der Nähe des Ortes liegt die Ferndorfquelle.

## Geschichte
1463 wurde Oberndorf erstmals erwähnt.
Bis zur kommunalen Neugliederung am 1. Januar 1969 gehörte der Ort dem Amt Keppel an.

## Ehemalige Bürgermeister
- 1946–1968: Erich Hoffmann († 29. Oktober 1992) (Hoffmann wurde im Oktober 1978 vom Rat der Stadt Hilchenbach zum Alt-Bürgermeister ernannt)[3]

## Sonstiges
Durch einen Bürgerbus ist der Ort in den öffentlichen Personennahverkehr eingebunden.